# Семейство Теобальды
Семейство Теобальды — небольшое семейство астероидов, расположенное в главном поясе. Семейство названо в честь первого астероида, классифицированного в эту группу — (778) Теобальда.

## Крупнейшие астероиды этого семейства
| Имя             | Диаметр  | Большая полуось | Наклонение орбиты | Эксцентриситет орбиты | Год открытия |
| --------------- | -------- | --------------- | ----------------- | --------------------- | ------------ |
| (778) Теобальда | 64,06 км | 3,195 а. е.     | 13,669 °          | 0,248                 | 1914         |